# Estación de El Carrascal
El Carrascal es una estación de la línea 12 del Metro de Madrid situada bajo la avenida del Rey Juan Carlos, en Leganés. Es la estación más cercana al Parquesur, y abrió al público el 11 de abril de 2003.

## Accesos
Vestíbulo El Carrascal
- Avenida Rey Juan Carlos I, pares Avda. Rey Juan Carlos I, 110
- Avenida Rey Juan Carlos I, impares Avda. Rey Juan Carlos I, 87
- Ascensor Avda. Rey Juan Carlos I (bulevar)

## Líneas y conexiones

### Metro
| << cabecera | < estación | línea | estación >      | cabecera >> |
| ----------- | ---------- | ----- | --------------- | ----------- |
| circular    | El Bercial |       | Julián Besteiro | circular    |

### Autobuses
| Diurnos |                           |                                        |                |
| Línea   | Destino                   | Parada                                 | Operador       |
| 1       | La Fortuna                | 09077 C.C. Parquesur-Est. El Carrascal | Empresa Martín |
| 1       | Vereda de los Estudiantes | 16090 C.C. Parquesur-Est. El Carrascal | Empresa Martín |

| Diurnos   |                                     |                                               |                           |
| Línea     | Destino                             | Parada                                        | Operador                  |
| 432       | Madrid (Villaverde Bajo-Cruce)      | 09077 C.C. Parquesur-Est. El Carrascal        | Avanza Movilidad Integral |
| 481       | Madrid (Oporto)                     | 09077 C.C. Parquesur-Est. El Carrascal        | Empresa Martín            |
| 485       | Madrid (Aluche)                     | 09077 C.C. Parquesur-Est. El Carrascal        | Empresa Martín            |
| 488       | Getafe (Getafe Norte)               | 09077 C.C. Parquesur-Est. El Carrascal        | Empresa Martín            |
| 481       | Leganés (Parquesur-Hospital)        | 09076 Av. Rey Juan Carlos I-Est. El Carrascal | Empresa Martín            |
| 485       | Leganés (Norte-Montepinos)          | 09076 Av. Rey Juan Carlos I-Est. El Carrascal | Empresa Martín            |
| 488       | Leganés (San Nicasio)               | 09076 Av. Rey Juan Carlos I-Est. El Carrascal | Empresa Martín            |
| 497       | Moraleja de Enmedio - Las Colinas   | 09079 Av. Gran Bretaña-C.C. Parquesur (N.º 1) | Empresa Martín            |
| 432       | Leganés (Montepinos)                | 16090 C.C. Parquesur-Est. El Carrascal        | Avanza Movilidad Integral |
| 485       | Ciudad del Automóvil - Cementerio   | 16090 C.C. Parquesur-Est. El Carrascal        | Empresa Martín            |
| Nocturnos |                                     |                                               |                           |
| Línea     | Destino                             | Parada                                        | Operador                  |
| N802      | Leganés (Vereda de los Estudiantes) | 09077 C.C. Parquesur-Est. El Carrascal        | Empresa Martín            |
| N802      | Madrid (Atocha)                     | 16090 C.C. Parquesur-Est. El Carrascal        | Empresa Martín            |